# 十日圓紙幣
十日圓紙幣是過往流通的日本紙幣之一，面額為10日圓。

## 種類
十日圓紙幣有8種：舊版十日圓紙幣（1885年5月9日發行）、修正版十日圓紙幣（1890年9月12日發行）、甲號紙幣（1899年10月1日發行）、乙號紙幣（1915年5月1日發行）、丙號紙幣（1930年5月21日發行）、「い」號紙幣（1943年12月15日發行）、ろ號紙幣（1945年8月17日發行）及「A」號紙幣（1946年2月25日發行）。